# Ronkonkoma Station
Die Ronkonkoma Station ist ein Bahnhof in Ronkonkoma (Town of Islip, New York). Er wird durch die Long Island Rail Road (LIRR) betrieben.

## LIRR
Der Bahnhof wird von der Ronkonkoma Branch und der Greenport Branch angefahren, welche beide hier enden. Die Ronkonkoma Branch kommt von New York City. Dabei besteht Anschluss an die Greenport Branch, welche bis Greenport fährt.

## Bus
Folgende Buslinien der Suffolk County Transportation bedienen Ronkonkoma Station: 6A, 7A, 57 und 59.
Außerdem besteht mit einem Shuttle-Bus Verbindung zum Long Island MacArthur Airport.